# Ministerul Agriculturii și Dezvoltării Rurale (România)
Ministerul Agriculturii și Dezvoltării Rurale (MADR) este organul de specialitate al administrației publice centrale care are rolul de a elabora, implementa și monitoriza politicile și strategiile în domeniile agriculturii, gestiunii durabile a pădurilor și dezvoltării spațiului rural, de a asigura modernizarea și dezvoltarea activităților sectoriale și de a garanta transparența și eficiența în utilizarea fondurilor alocate. Sediul instituției se află în Palatul Ministerului Agriculturii.
În prezent Ministrul Agriculturii este domnul Florin-Ionuț Barbu.

## Rol
- Elaborează politici agricole, precum Politica Agricolă Comună (PAC).
- Sprijină producătorii agricoli prin subvenții și sprijin logistic.
- Creează și implementează strategii pentru dezvoltarea satelor prin infrastructură și calitatea vieții.
- Supraveghează producța agricolă și procesarea alimentelor.
- Gestionează resursele naturale și implementează programele europene de fonduri europene dedicate agriculturii și dezvoltării rurale, precum Fondul European Agricol pentru Dezvoltare Rurală (FEADR) și Fondul European de Garantare Agricolă (FEGA).
- Susține învățământul agricol și instituțiile de cercetare în domeniu pentru a promova transferul de cunoștințe către fermieri.
- Reprezintă România în Organizația pentru Alimentație și Agricultură a Națiunilor Unite și participă la negocierile internaționale legate de comerțul agricol.

## Organizare
Ministerul Agriculturii și Dezvoltării Rurale are în subordine următoarele instituții:
- Agenția Națională pentru Zootehnie „Prof. Dr. G.K. Constantinescu” (ANARZ)
- Agenția Națională a Zonei Montane
- Agenția de Plăți și Intervenție pentru Agricultură (APIA)
- Agenția Națională pentru Pescuit și Acvacultură (ANPA)
- Autoritatea pentru Administrarea Sistemului Național Antigrindină și de Creștere a Precipitațiilor
- Agenția Domeniilor Statului (ADS)
- 42 de direcții pentru agricultură județene (DAJ)[2]
- Agenția pentru Finanțarea Investițiilor Rurale (AFIR), fostă Agenția de Plăți pentru Dezvoltare Rurală și Pescuit (APDRP)
- Institutul de Stat pentru Testarea și Înregistrarea Soiurilor (ISTIS)
- Agenția Națională de Îmbunătățiri Funciare
- Autoritatea Națională Fitosanitară
- Banca de Resurse Genetice Vegetale Buzău
- Oficiul Național al Viei și Produselor Vitivinicole
- „Casa Română de Comerț Agroalimentar UNIREA” S.A.

## Istoric
La început, agricultura era administrată împreună cu alte domenii, precum comerțul sau lucrările publice. Ministerul Agriculturii și Domeniilor a fost înființat ca entitate separată în 1883, sub domnia regelui Carol I.

### Nume anterioare ale ministerului
- Ministerul Agriculturii și Domeniilor
- Ministerul Agriculturii
- Ministerul Agriculturii și Silviculturii
- Consiliul Suprem Agricol
- Ministerul Agriculturii și Silviculturii
- Ministerul Agriculturii, Industriei Alimentare și Apelor
- Ministerul Agriculturii și Industriei Alimentare
- Ministerul Agriculturii
- Ministerul Agriculturii și Industriei Alimentare[3]

- Ministerul Agriculturii și Industriei alimentare (1989-1990)
- Ministerul Agriculturii (1990-2000)
- Ministerul Agriculturii, Alimentaței și Pădurilor (2000-2004)
- Ministerul Agriculturii, Pădurilor și Dezvoltării rurale (2004-2009)
- Ministerul Agriculturii și Dezvoltării rurale (2009 - prezent)

### Miniștrii agriculturii (înainte de 1989)
1. Dimitrie Scarlat Miclescu
2. Ludovic Steege
3. Doinici Panait
4. Dimitrie Cozadini
5. Dimitrie A. Sturdza
6. Constantin N. Șuțu
7. Dimitire Cornea
8. Alexandru EM. Florescu
9. Alexandru Ștefan Catargiu
10. Petre Orbescu
11. Mihail Kogălniceanu
12. Constantin Bosianu
13. Ioan Emanoil Florescu
14. Nicolae Crețulescu
15. Dimitrie Brătianu
16. Dimitrie Ghica
17. George Grigore Cantacuzino
18. Dimitrie Berindei
19. Theodor Rosetti
20. Alexandru Lahovari
21. Tobias Gherghel
22. Manolache Costache Epureanu
23. Petre S. Aurelian
24. Ion C. Brătianu
25. Nicolae Dabija
26. Ion Câmpineanu
27. Anastase Stolojan
28. Vasile Gheorghian
29. Nicolae Gane
30. Titu Maiorescu
31. Petre Carp
32. Grigore Păucescu
33. Alexandru Marghiloman
34. Ilariu Izvoreanu
35. Alexandru Vericeanu
36. George Manu
37. Gheorghe D Pallade
38. Nicolae Fleva
39. Nicolae Filipescu
40. Basile M Missir
41. Constantin Stoicescu
42. Ion N. Lahovari
43. Constantin I. Istrati
44. Anton Carp
45. Alexandru Constantinescu
46. Constantin C. Arion
47. George Mârzescu
48. Fotin Enescu
49. Constantin Garoflid
50. Ion Gh. Duca
51. Ioan Popovici
52. Victor Bontescu
53. Ion Mihalache
54. Theodor Cudalbu
55. Mihail Vlădescu
56. Dumitru Dumitrescu
57. Argetoianu
58. Virgil Madgearu
59. Gheorghe Ionescu-Șișești
60. Virgil Potârcă
61. Voicu Nițescu
62. Gheorghe Cipăianu
63. Vasile P. Sassu
64. R. Ioanițescu
65. Nicolae Cornățeanu
66. Gheorghe Leon
67. Nicolae Mareș
68. Ion Sichitiu
69. Aurelian Pană
70. Ion Marian
71. Petre Nemoianu
72. Dimitrie D. Negel
73. Ion Hudiță
74. Romulus Zăroni
75. Traian Săvulescu
76. Vasile Vaida
77. Constantin Prisnea
78. Ion Vidrașcu
79. Gheorghe Apostol
80. Constantin Popescu
81. Gheorghe Hossu
82. Bucur Șchiopu
83. Marin Stancu
84. Ion Cosma
85. Dumitru Diaconescu
86. Mihai Dalea
87. Nicolae Giosan
88. Angelo Miculescu
89. Iosif Banc
90. Ion Țeșu
91. Gheorghe David
92. Nicolae Ștefan
93. Ioan Țipu
94. Petru Mărculescu
95. Ioan Oancea
96. Valeriu Tabără
97. Alexandru Lăpușan
98. Dinu Gavrilescu
99. Ioan Avram Mureșan
100. Ilie Sârbu
101. Gheorghe Flutur
102. Dan Ștefan Motreanu
103. Decebal Traian Remeș
104. Dacian Cioloș
105. Radu Mircea Berceanu
106. Mihai Dumitru
107. Stelian Fuia
108. Daniel Constantin
109. Achim Irimescu
110. Petre Daea
111. Nechita Adrian Oros
112. Adrian Ionuț Chesnoiu

### Miniștrii agriculturii (după 1989)
De-a lungul celor 30 de ani după revoluție, în fruntea Ministerului Agriculturii au fost nu mai puțin de 20 de miniștri.
Aceștia au făcut parte din diferite partide politice sau au fost independenți și au ajuns în fruntea ministerului în funcție de partidul/alianța care a fost la putere în perioada respectivă.

### Tabelul miniștrilor agriculturii și dezvoltării rurale
| Nr. | Nume                  | Mandat            | Mandat             | Partid      | Cabinet                                  |
| --- | --------------------- | ----------------- | ------------------ | ----------- | ---------------------------------------- |
| 1   | Nicolae Ștefan        | 26 decembrie 1989 | 28 iunie 1990      | FSN         | Roman I                                  |
| 2   | Ioan Țipu             | 28 iunie 1990     | 3 iunie 1991       | FSN         | Roman II                                 |
| 3   | Petre Mărculescu      | 3 iunie 1991      | 19 noiembrie 1992  | PDAR        | Roman II și Stolojan                     |
| 4   | Ioan Oancea           | 19 noiembrie 1992 | 18 august 1994     | FDSN/PDSR   | Văcăroiu                                 |
| 5   | Valeriu Tabără        | 18 august 1994    | 3 septembrie 1996  | PUNR        | Văcăroiu                                 |
| 6   | Alexandru Lăpușan     | 3 septembrie 1996 | 12 decembrie 1996  | PDSR        | Văcăroiu                                 |
| 7   | Dinu Gavrilescu       | 12 decembrie 1996 | 2 decembrie 1998   | PNȚCD       | Ciorbea și Vasile                        |
| 8   | Ioan Avram Mureșan    | 2 decembrie 1998  | 28 decembrie 2000  | PNȚCD       | Vasile și Isărescu                       |
| 9   | Ilie Sârbu            | 28 decembrie 2000 | 14 iulie 2004      | PSD         | Năstase                                  |
| 10  | Petre Daea            | 14 iulie 2004     | 28 decembrie 2004  | PSD         | Năstase                                  |
| 11  | Gheorghe Flutur       | 28 decembrie 2004 | 23 noiembrie 2006  | PNL         | Tăriceanu                                |
| 12  | Dan Motreanu          | 23 noiembrie 2006 | 5 aprilie 2007     | PNL         | Tăriceanu                                |
| 13  | Decebal Traian Remeș  | 5 aprilie 2007    | 11 octombrie 2007  | PNL         | Tăriceanu                                |
| 14  | Dacian Cioloș         | 11 octombrie 2007 | 22 decembrie 2008  | Independent | Tăriceanu                                |
| 15  | Ilie Sârbu            | 22 decembrie 2008 | 1 octombrie 2009   | PSD         | Boc I                                    |
| 16  | Radu Berceanu         | 1 octombrie 2009  | 23 decembrie 2009  | PDL         | Boc I                                    |
| 17  | Mihail Dumitru        | 23 decembrie 2009 | 3 septembrie 2010  | Independent | Boc II                                   |
| 18  | Valeriu Tabără        | 3 septembrie 2010 | 6 februarie 2012   | PDL         | Boc II                                   |
| 19  | Stelian Fuia          | 9 februarie 2012  | 7 mai 2012         | PDL         | Ungureanu                                |
| 20  | Daniel Constantin     | 7 mai 2012        | 17 noiembrie 2015  | PC/ALDE     | Ponta I, Ponta II, Ponta III și Ponta IV |
| 21  | Achim Irimescu        | 17 noiembrie 2015 | 4 ianuarie 2017    | Independent | Cioloș                                   |
| 22  | Petre Daea            | 4 ianuarie 2017   | 4 noiembrie 2019   | PSD         | Grindeanu, Tudose și Dăncilă             |
| 23  | Nechita-Adrian Oros   | 4 noiembrie 2019  | 28 septembrie 2021 | PNL         | Orban I, Orban II și Cîțu                |
| 24  | Adrian-Ionuț Chesnoiu | 25 noiembrie 2021 | 23 iunie 2022      | PSD         | Ciucă                                    |
| 25  | Petre Daea            | 23 iunie 2022     | 15 iunie 2023      | PSD         | Ciucă                                    |
| 26  | Florin-Ionuț Barbu    | 15 iunie 2023     | 23 decembrie 2024  | PSD         | Ciolacu                                  |
| 27  | Florin-Ionuț Barbu    | 23 decembrie 2024 | 23 iunie 2025      | PSD         | Ciolacu II                               |
| 28  | Florin-Ionuț Barbu    | 23 iunie 2025     | prezent            | PSD         | Bolojan                                  |

## Vezi și
- Listă de fonduri pentru dezvoltare